# لافيل كراوفورد
لافين موريس كراوفورد (بالإنجليزية: Lavell Maurice Crawford)‏ مواليد 11 نوفمبر 1968 في سانت لويس، ميزوري، الولايات المتحدة، هو ممثل أمريكي هو أيضا ستاند آب كوميدي.

## روابط خارجية
- لافيل كراوفورد على موقع IMDb (الإنجليزية)
- لافيل كراوفورد على موقع ديسكوغز (الإنجليزية)
- لافيل كراوفورد على موقع قاعدة بيانات الفيلم (الإنجليزية)